# 斉藤和子
斉藤 和子（さいとう かずこ、1974年9月29日 - ）は、日本の政治家。日本共産党所属の元衆議院議員（1期）。本名：坂井 和子（さかい かずこ）。

## 経歴
千葉県船橋市の農家のもとに生まれる。千葉県立薬園台高等学校園芸科、日本大学農獣医学部食品経済学科（現・生物資源科学部食品ビジネス学科）卒業。
両親が日本共産党員であり、自身も18歳の時に入党。大学卒業後、千葉県立清水高等学校の常勤講師として2年間務める。その後日本共産党千葉県委員会に就職。
2009年の第45回衆議院議員総選挙に千葉4区より出馬するも落選。
2010年の第22回参議院議員通常選挙に千葉県選挙区より出馬するも落選。
2011年日本共産党千葉県西部地区委員会常任委員・青年学生部長。
2012年より船橋市で始まった原子力撤廃市民運動「脱原発船橋（仮）」に参加。
2012年の第46回衆議院議員総選挙に千葉4区より出馬するも落選。
2013年の船橋市長選挙に出馬するも落選。
2014年の第47回衆議院議員総選挙に千葉4区より出馬。落選するも比例南関東ブロックにて比例復活し、初当選した。
2016年5月、区割り変更の影響により千葉4区（二和出張所管内・豊富出張所管内を除く船橋市）から千葉13区（二和出張所管内・豊富出張所管内の船橋市、鎌ケ谷市、印西市、白井市、富里市、旧沼南町の柏市、印旛郡）へ移動。
2017年の第48回衆議院議員総選挙に千葉13区より出馬するも落選。比例復活もならなかった。
2021年の第49回衆議院議員総選挙では、日本共産党比例南関東ブロックの単独3位で出馬するも落選。
2022年の第26回参議院議員通常選挙に千葉県選挙区より出馬するも落選。
2023年4月の衆議院千葉5区補欠選挙に出馬するも落選。
2024年の第50回衆議院議員総選挙では、日本共産党比例南関東ブロックの単独3位で出馬するも落選。

## 選挙歴
| 当落 | 選挙                     | 執行日         | 年齢 | 選挙区             | 政党       | 得票数     | 得票率 | 定数 | 得票順位 /候補者数 | 政党内比例順位 /政党当選者数 |
| ---- | ------------------------ | -------------- | ---- | ------------------ | ---------- | ---------- | ------ | ---- | ------------------ | ---------------------------- |
| 落   | 第45回衆議院議員総選挙   | 2009年08月30日 | 34   | 千葉県第4区        | 日本共産党 | 2万3050票  | 7.62%  | 1    | 4/5                | 8/1                          |
| 落   | 第22回参議院議員通常選挙 | 2010年07月11日 | 35   | 千葉県選挙区       | 日本共産党 | 16万3803票 | 6.16%  | 3    | 6/9                | /                            |
| 落   | 第46回衆議院議員総選挙   | 2012年12月16日 | 38   | 千葉県第4区        | 日本共産党 | 2万1459票  | 7.53%  | 1    | 4/4                | 3/1                          |
| 落   | 2013年船橋市長選挙       | 2013年6月23日  | 38   | ーー               | 無所属     | 1万8054票  | 10.93% | 1    | 3/6                | /                            |
| 比当 | 第47回衆議院議員総選挙   | 2014年12月14日 | 40   | 千葉県第4区        | 日本共産党 | 2万4275票  | 10.53% | 1    | 3/4                | 3/3                          |
| 落   | 第48回衆議院議員総選挙   | 2017年10月22日 | 43   | 千葉県第13区       | 日本共産党 | 2万679票   | 10.18% | 1    | 4/4                | 3/2                          |
| 落   | 第49回衆議院議員総選挙   | 2021年10月31日 | 47   | 比例南関東ブロック | 日本共産党 | ーー票     | ーー   | 22   | /                  | 3/1                          |
| 落   | 第26回参議院議員通常選挙 | 2022年07月10日 | 47   | 千葉県選挙区       | 日本共産党 | 19万4475票 | 7.65%  | 3    | 5/14               | /                            |
| 落   | 第49回衆議院議員補欠選挙 | 2023年4月11日  | 48   | 千葉県第5区        | 日本共産党 | 1万2360票  | 7.47%  | 1    | 5/7                | /                            |
| 落   | 第50回衆議院議員総選挙   | 2024年10月27日 | 50   | 比例南関東ブロック | 日本共産党 | ーー票     | ーー   | 23   | /                  | 3/1                          |

## 政策・主張

### 憲法
- 憲法改正について、2021年のアンケートで「反対」と回答[12]。2022年のNHKのアンケートで「反対」と回答[13]。

- 9条改憲について、2022年の毎日新聞社のアンケートで「反対」と回答[14]。9条への自衛隊の明記について、2022年のNHKのアンケートで「反対」と回答[13]。

- 憲法を改正し緊急事態条項を設けることについて、2021年の毎日新聞社、2022年のNHKのアンケートで「反対」と回答[15][13]。

### 外交・安全保障
- 「他国からの攻撃が予想される場合には敵基地攻撃もためらうべきではない」との問題提起に対し、2021年のアンケートで「反対」と回答[12]。敵基地攻撃能力を持つことについて、2022年のNHKのアンケートで「反対」と回答[13]。

- 「北朝鮮に対しては対話よりも圧力を優先すべきだ」との問題提起に対し、2021年のアンケートで「反対」と回答[12]。

- 普天間基地の辺野古移設について、2021年のアンケートで「反対」と回答[12]。

- ロシアは2022年2月24日、ウクライナへの全面的な軍事侵攻を開始した[16]。日本政府が行ったロシアに対する制裁措置についてどう考えるかとの問いに対し、2022年のNHKのアンケートで回答しなかった[13]。

- 2022年6月7日、政府は経済財政運営の指針「骨太方針」を閣議決定した。NATO加盟国が国防費の目標としている「GDP比2％以上」が例示され、防衛力を5年以内に抜本的に強化する方針が明記された[17]。「防衛費を今後どうしていくべきだと考えるか」との問いに対し、2022年のNHKのアンケートで「ある程度減らすべき」と回答[13]。

- 徴用工訴訟問題や慰安婦問題などをめぐり日韓の対立が続くなか、関係改善についてどう考えるかとの問いに対し、2022年の毎日新聞社のアンケートで「日本政府がより譲歩すべきだ」と回答[14]。

### ジェンダー
- 選択的夫婦別姓制度の導入について、2021年、2022年のアンケートで「賛成」と回答[12][13]。

- 同性婚を可能とする法改正について、2021年、2022年のアンケートで「賛成」と回答[12][13]。

- 「LGBTなど性的少数者をめぐる理解増進法案を早期に成立させるべきか」との問題提起に対し、2021年のアンケートで「賛成」と回答[12]。

- クオータ制の導入について、2022年のアンケートで「賛成」と回答[13]。

### その他
- 森友学園を巡る公文書改竄問題で、財務省が開示を拒んでいた「赤木ファイル」が2021年6月22日、大阪地裁の命令によって公開された[18]。国の対応をどう考えるかとの問いに対し、2021年の毎日新聞社のアンケートで「さらに調査や説明をすべきだ」と回答[15]。

- 「原子力発電への依存度について今後どうするべきか」との問題提起に対し、2022年のアンケートで「ゼロにすべき」と回答[13]。

- 憲法改正と集団的自衛権の行使容認に反対。2015年9月17日に国会正門前でスピーチも行った[19]。

## 家族
夫は元船橋市議会議員の坂井洋介。子は1男。